# 月刊「根本宗子」
月刊「根本宗子」（げっかん ねもとしゅうこ）は根本宗子が主宰する日本の劇団。

## 概要
中学の頃から演劇に興味を持ち始めた根本宗子がENBUゼミナールを卒業し19歳で立ち上げ、作・演出・出演も自身が手がける。さらに、公演のチラシのモデルも根本自身が務める。
劇団名は、グラビア雑誌の「「月刊」シリーズ」（新潮社）に憧れて命名した。また、「月刊シリーズ」や、同じくENBUゼミナール出身の本谷有希子が旗揚げした「劇団、本谷有希子」のパクリと思われてもいいから印象を残したかったとも語っている。

## 劇団員
- 根本宗子

### 元劇団員
- 梨木智香
- あやか

## 公演

### 本公演
- 創刊号「親の顔が見てみたい」（2009年7月31日-8月3日、阿佐ヶ谷シアターシャイン）
- 第2号「みじめ慣れ」（2010年2月6日-8日、タイニイアリス）
- 第3号「根拠のない余裕」（2010年7月23日-26日、タイニイアリス）
- 第4号「最低の本音」（2011年1月26日-30日、ギャラリーLEDECO）
- 第5号「この世で一番幸せな家族」（2011年12月15日-20日、タイニイアリス）
- 第6号「恋に生きる人」（2012年5月9日-16日、新宿ゴールデン街劇場）
- 第7号「今、出来る、精一杯。」（2013年3月6日-12日、駅前劇場）
  - 小説の原作
  - 再演「今、出来る、精一杯。」（2015年10月23日-30日、テアトルBONBON）
- 第8号「中野の処女がイクッ」（2013年10月9日-18日、新宿ゴールデン街劇場）
  - 再演「スズナリで、中野の処女がイクッ」（2014年5月23日-25日、ザ・スズナリ）
- 第9号「夢も希望もなく。」（2014年1月10日-19日、駅前劇場）
- 第9.5号「私の嫌いな女の名前、全部貴方に教えてあげる。」（2014年8月22日-31日、テアトルBONBON）
- 第10号「もっと超越した所へ。」（2015年5月9日-17日、ザ・スズナリ）
  - 小説・映画の原作。
- 第11号「超、今、出来る、精一杯。」（2015年11月1日-8日、テアトルBONBON）
- 第12号「忍者、女子高生（仮）」（2016年4月23日-5月1日、ザ・スズナリ）
- 第13号「夢と希望の先」（2016年9月28日-10月2日、本多劇場）
- 第14号「スーパーストライク」（2017年10月12日-25日、ザ・スズナリ）
- 第15号「紛れもなく、私が真ん中の日」（2018年4月30日-5月13日、浅草九劇）
- 第16号「愛犬ポリーの死、そして家族の話」（2018年12月21日 - 31日、本多劇場）※第63回岸田國士戯曲賞最終候補作[4]
- 第17号「今、出来る、精一杯。」（2019年12月13日 - 19日、新国立劇場 中劇場）
  - 上映（2022年9月24日 - 26日、ユーロライブ・2023年2月6日、出町座）[5][6]のちBD化。
- 第18号「もっとも大いなる愛へ」配信公演（2020年11月4日 - 8日、2021年3月7日 - 13日、本多劇場）[7]※第65回岸田國士戯曲賞最終候補作[8]
- 第19号「共闘者」（2024年8月31日 - 9月8日、TOKYO FM HALL） - 優香 役[9]

### 別公演
※別冊「根本宗子」と題して行う公演。
- 創刊号「貴女と私の演劇革命～ゴールデン街から貴方を元気にしたいのだ!～」（2012年4月2日-4月9日、新宿ゴールデン街劇場）
- 第2号「根本宗子お祭り公演～バー公演がバーを飛び出した!～」（2013年7月8日-9日、浅草木馬亭）
- 第3号「根本宗子なりの新春公演ロフト2days」（2015年1月11日-12日、阿佐ヶ谷ロフトA）
- 第4号「根本宗子の冬祭り」（2015年12月25日、浅草木場亭）
- 第5号「バー公演じゃないです。」（2016年6月14日-19日、劇場HOPE）
- 第6号 再演「バー公演じゃないです。」（2018年1月6日ｰ14日、駅前劇場）
- 第7号 「墓場、女子高生」（2019年10月9日-22日、下北沢ザ・スズナリ）
- 第8号 「Whose playing that “ballerina”？そのバレリーナの公演はあの子のものじゃないのです。(English ver.)」「超、Maria」（2020年1月22日 - 26日、29日 - 2月2日、KAAT神奈川芸術劇場）

### バー公演
※バーを劇場にして週末だけ行う公演。
- 「保母、処女」（2012年7月14日-29日、BAR 夢）
  - 再演「保母、処女」（2014年6月29日-7月6日、BAR 夢）
- 「頑張ってるところ、涙もろいところ、あと全部。」（2012年8月12日-26日、BAR 夢）
- 「喫茶室あかねにて。」（2012年9月16日-10月21日、BAR 夢）
- 「ご無沙汰しています。」（2012年11月10日-12月2日、BAR 夢）
  - 再演「ご無沙汰してます。」（2015年4月4日-12日、BAR 夢）
- 「ひかる君ママの復讐」（2013年4月28日-5月6日、BAR 夢）
- 「お酒との正しい付き合い方」（2013年8月15日-18日、BAR 夢）
- 「モスキート」（2013年11月2日-10日、BAR 夢）
- 「婆VS女子高生」（2014年5月3日-18日、BAR 夢）
- 「あの子と旅行行きたくない」（2014年12月13日-23日、BAR 夢）
- 「わが娘」（2015年8月12日-16日、BAR 夢）
- 「K・U・N」（2015年12月29日-30日、BAR 夢）
- 「～15年目で本気のバー公演もっかいやります！～新作『腑に落とす。』」（2024年1月9日-19日、 音楽実験室 新世界）[11]
  - ブラッシュアップ再演版「腑に落とす。」（2024年3月1日-10日、劇場HOPE）[12]

### 演劇実験「根本宗子」
- 第一実験室「コンビニ」（2018年10月12日ｰ17日、ギャラリーささや）

### 新しい試み
- 「Progress1」（2022年6月24日-26日、KAAT神奈川芸術劇場 小スタジオ）[13]初日は公開ゲネプロ
- 「Progress2」（2022年8月8日-10日、象の鼻テラス）同上
- 「Progress3」（2023年11月14日-17日、音楽実験室 新世界）

### その他
- 「私の可愛さと可哀想さで少しだけ世界を変えられたらいいのに。」（2015年9月4日、山代温泉 葉渡莉 クラブ21）[14]
「加賀フェス前夜祭 in 山代温泉」での公演。根本が演出・脚本を担当した同名の一人芝居（2015年7月27日 - 29日 新宿眼科画廊 スペースM、尾崎桃子出演）の根本主演による再演。
- 「私はわたしに生きる魔法をかけたい。」（2016年8月14日 - 16日、新宿眼科画廊）
- 「女が二人」（2016年7月23日、山代温泉 瑠璃光 シアター&クラブ能残月）
「加賀温泉郷フェス2016」での公演[15]。

### 超、リモートねもしゅー
- 「あの子と旅行行きたくない」（2020年4月18日 - 、Filmuy）[16]。
- 「保母、超ウソツキ♡」（2020年5月22日 - 、Filmuy）
- 「超、Maria」（2020年9月12日 - 21日、Filmuy）[17]。